# Макей, Альберт
Альберт Галлатин Макей (англ. Albert Gallatin Mackey, 12 марта 1807 — 20 июня 1881) — американский медик, более известный как автор книг и статей по масонству. Автор основополагающих принципов масонства — «Масонских ландмарок».

## Биография
После окончания медицинского колледжа в Чарльстоне, Альберт Макей приступил к врачебной практике. Это оставалось его основным занятием вплоть до 1854 года, пока он полностью не сосредоточился на трудах по масонству.
Посвящён в масонство в 1841 году в ложе «Св. Андрея» № 10, Чарльстон (Южная Каролина).
Макей был великим секретарем Великой ложи Северной Каролины, секретарем Верховного совета южной юрисдикции США Древнего и принятого шотландского устава.

## 25 ландмарок Альберта Маккея
Наиболее полный список масонских ландмарок, определяющих отличия масонства от любой другой организации посвятительного или иного рода, приведены видным масонским историком и правоведом Маккем в его учебнике «Основы масонского права»:

1. Опознавательные знаки и слова.
2. Деление символического масонства на три градуса.
3. Легенда третьего градуса.
4. Братством управляет председательствующий офицер, называющийся великим мастером и избирающийся из состава братьев.
5. Великий мастер обладает правом председательствовать на любом собрании братства, где бы и когда бы оно ни проходило.
6. Великий мастер обладает властью даровать право открытия ложи и проведения в ней работ.
7. Великий мастер обладает правом давать разрешение на посвящение какого-либо брата в какой-либо градус без соблюдения обусловленных традицией сроков.
8. Великий мастер обладает правом проводить посвящение в братство без соблюдения обычной процедуры.
9. Масоны должны собираться в ложах.
10. Когда братья собираются в ложе, ими должны руководить мастер и два стража.
11. Во время собрания любой ложи она должна соответствующим образом охраняться.
12. Каждый масон имеет право на представительство в любых общих собраниях братства, а также соответствующим образом инструктировать своих представителей.
13. Каждый масон имеет право апеллировать по поводу решения своих братьев к великой ложе или всеобщей ассамблее франкмасонов.
14. Каждый масон имеет право посещать и присутствовать на собраниях любой регулярной ложи.
15. Ни один посетитель, не известный присутствующим братьям, или кому-то одному из них, не имеет права входа в ложу, пока не пройдет опрос или экзамен в соответствие с древними традициями.
16. Никакая ложа не имеет права вмешиваться во внутренние дела другой ложи или же присваивать градусы братьям-членам других лож.
17. Каждый масон обязан повиноваться масонскому законодательству своей юрисдикции (по месту жительства) вне зависимости от того, состоит он в какой-либо ложе или нет.
18. Кандидаты на посвящение в Братство должны отвечать определённым требованиям.
19. Вера в существование Бога, называемого «Великий Архитектор (Строитель) Вселенной».
20. Вера в возрождение к грядущей жизни.
21. Книга священного закона является неизменной, незаменимой и неотъемлемой частью убранства любой ложи.
22. Равенство масонов.
23. Тайна организации.
24. Основание спекулятивной (умозрительной) науки на оперативных (действенных) началах, а также символическое использование и объяснение терминов данного ремесла ради обучения религиозным и нравственным принципам.
25. Эти ландмарки неизменны.

Традиционно принято считать, что масонские ландмарки как базовые признаки регулярного масонства основаны на «Древних заповедях», взятых из первых масонских манускриптов, на «Конституциях Андерсона 1723 года» и «первым общем регламенте Джорджа Пейна 1720 года», составленных для Первой великой лондонской ложи. Однако существует также подтвержденное историческим опытом мнение, что масонские ландмарки представляют собой совокупность наработанных опытом практической масонской работы правил, которые для каждой масонской юрисдикции — относительны. Доказательством этого может служить то, что в каждой масонской юрисдикции список признаваемых ей масонских ландмарок — собственный.

## Работы

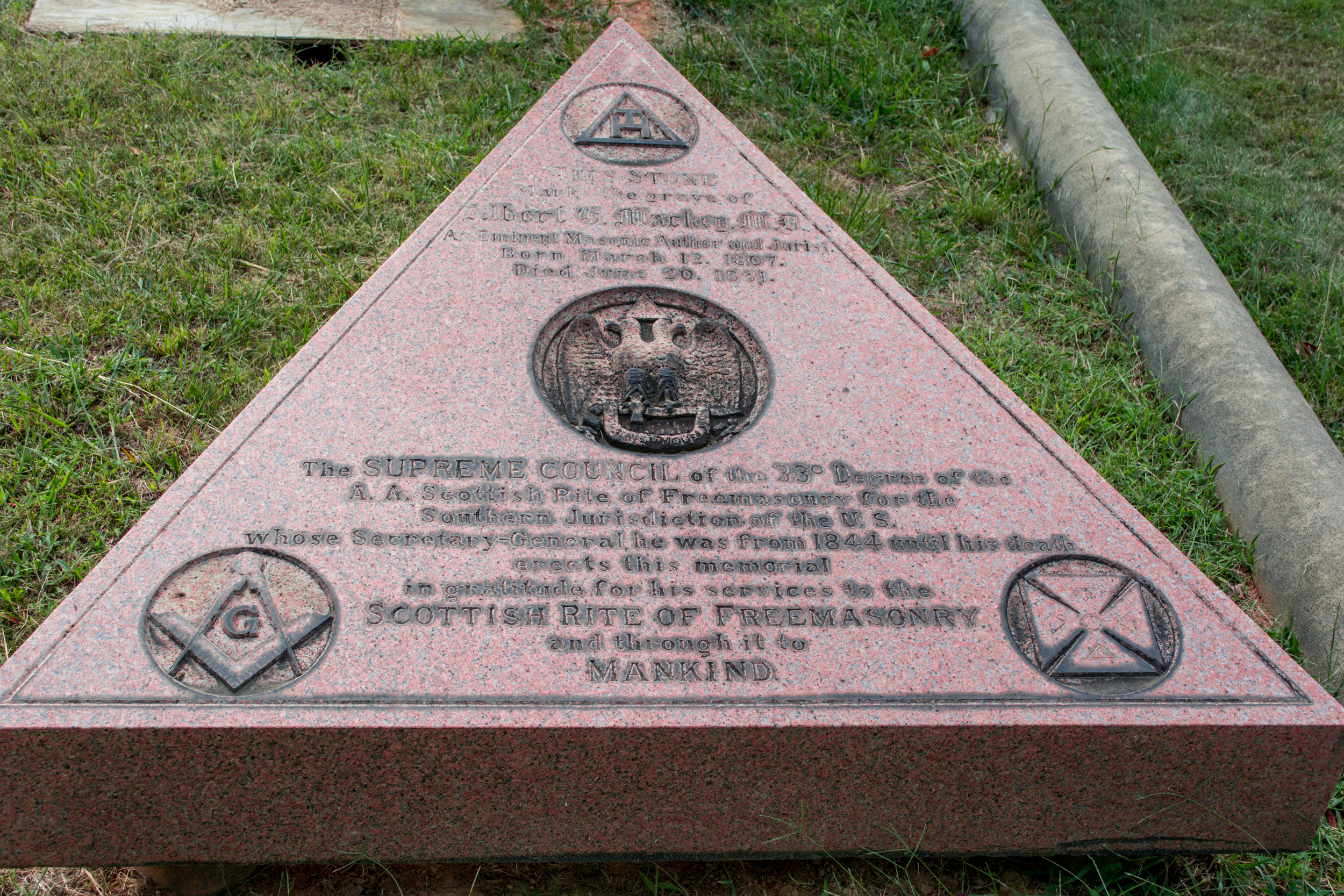
Могила Альберта Макея на Гленуодском кладбище в Вашингтоне.

- Albert Gallatin Mackey. A Lexicon of Freemasonry (неопр.). — 1845.
- The Principles of Masonic Law, 1856
- Albert Gallatin Mackey. The Mystic Tie (неопр.). — 1867.
- Encyclopedia of Freemasonry, Vol I (1873) & Vol II (1878)
- The Symbolism of Freemasonry, 1882
- Albert Gallatin Mackey. The History of Freemasonry: It's Legends and Traditions (англ.). — 1906.